# Stefan Suberlak
Stefan Suberlak (ur. 16 czerwca 1928 w Piotrowicach, zm. 18 kwietnia 1994 w Katowicach) – polski artysta plastyk, uprawiał grafikę warsztatową, malarstwo, rysunek, tworzył dekoracje ścienne (mozaiki, sgraffita).

## Życiorys
Urodził się 16 czerwca 1928 roku w Piotrowicach (obecnie część Katowic). Dzieciństwo, przypadające okres niemieckiej okupacji podczas II wojny światowej, spędził na wsi – w Laskówce, co wpłynęło w przyszłości na jego zainteresowania artystyczne. W 1952 roku ukończył Wydział Grafiki w Katowicach krakowskiej Akademii Sztuk Pięknych. Uczył się pod kierownictwem grafika i pedagoga prof. Aleksandra Raka, z którego pracowni wyniósł technikę warsztatową.
Po egzaminie dyplomowym brał udział w wystawach okręgowych i ogólnopolskich, a także zaczął organizować wystawy indywidualne. Początki jego sukcesów datuje się na 1955 rok, kiedy to wziął udział w Ogólnopolskiej Wystawie Młodej Plastyki w warszawskim Arsenale. W latach 1955–1965 wykładał w Ognisku Plastycznym w Katowicach. Prowadził także edukację wśród członków grupy plastyków-amatorów przy kopalni „Katowice” o nazwie „Gwarek 58”. Był członkiem Grupy Realistów.
Zmarł 18 kwietnia 1994 roku w Katowicach. Pochowany został na cmentarzu przy ulicy Armii Krajowej.

## Twórczość

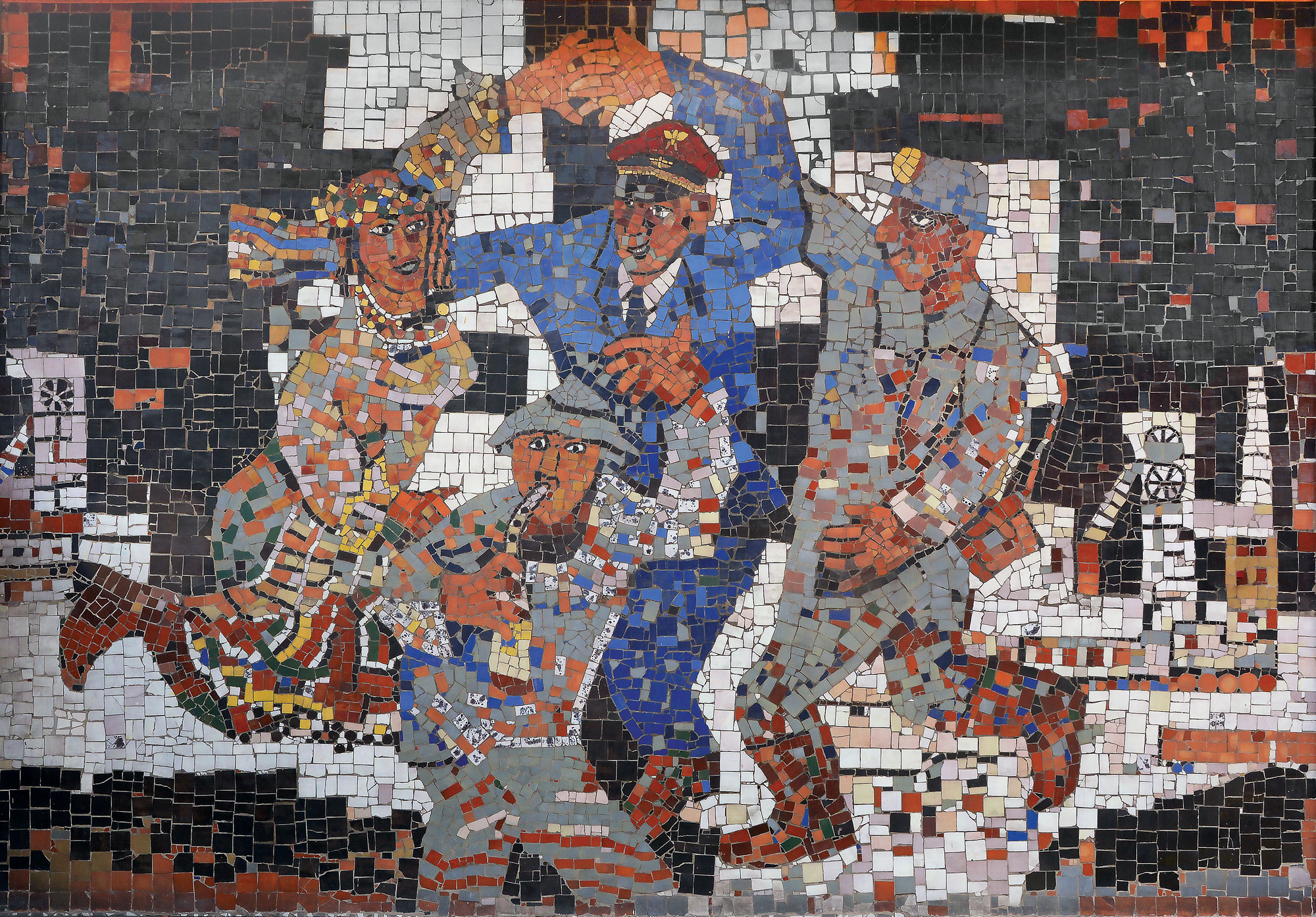
Mozaika na fasadzie budynku Tarnogórskiego Centrum Kultury autorstwa Stefana Suberlaka (2017)

Tworzył głównie grafikę warsztatową – drzeworyt, litografię i ekspresyjne, metaforyczne linoryty, a także rysunek, ilustrację książkową i malarstwo. Jego sztuka stanowiła plastyczne skonkretyzowanie wyobraźni ludu wiejskiego, z której rodziła się poezja ludowa i legendy. W swoich dziełach wyrażał bujność i bogactwo tej wyobraźni oraz powiązanie mieszkańców wsi z przyrodą. Tematyka wiejska była przez niego często ukazywana w klimacie surrealistycznym, bliska twórczości Pietera Breughla i Marca Chagalla.
Do 1978 roku miał w swoim dorobku setki prac, które eksponowane były na 36 wystawach indywidualnych, organizowanych w wielu miastach w Polsce oraz za granicą. Jego dzieła znajdują się w zbiorach muzeów w Polsce, m.in. w: Białymstoku, Bytomiu, Katowicach (w Muzeum Śląskim w Katowicach czy Galerii Sztuki Współczesnej BWA), Warszawie (w Zachęcie – Narodowej Galerii Sztuki), Wrocławiu czy Zabrzu (w Muzeum Górnictwa Węglowego w Zabrzu), a także za granicą w tym m.in. w: Holandii, Izraelu, Japonii (w Narodowym Muzeum Sztuki Nowoczesnej w Tokio), Kanadzie, Niemczech, Rosji (w Ermitażu w Petersburgu) Stanach Zjednoczonych (w zbiorach Kongresu Stanów Zjednoczonych w Waszyngtonie, Instytucie Sztuki w Chicago i Muzeum Sztuki Nowoczesnej w Nowym Jorku), Szwecji, Szwajcarii czy Wielkiej Brytanii. Największe natomiast zbiory posiada Muzeum Historii Katowic – posiada kolekcję ponad 180 obiektów, w tym obrazów, rysunków, projektów malarstwa monumentalnego, grafik, matryc graficznych i szkicownik z niemal stoma kompozycjami.
Jest bądź był m.in. autorem mozaik, m.in. na fasadzie budynku Tarnogórskiego Centrum Kultury przy ulicy Jana III Sobieskiego 7 w Tarnowskich Górach, w katowickim Separatorze czy hotelu PTTK w parku Śląskim w Chorzowie. Jego autorstwa jest także dekoracja ścienna powstała wewnątrz budynku budynku dworca kolejowego na stacji Katowice Piotrowice, także w innych gmachach dworcowych, m.in. Katowice Ligota, Racibórz i Zabrze. Dzieła te w wyniku kolejnych prac modernizacyjnych budynków ulegają zatraceniu.

## Wybrane nagrody i odznaczenia
- Honorowy członek Accademia delle Arti del Disegno(inne języki) we Florencji (1965)[3]
- I nagroda na Międzynarodowym Biennale Grafiki w Krakowie[4]
- I nagroda na II Ogólnopolskiej Wystawie Grafiki w Warszawie (1959)[4][2]
- Nagroda na IV Międzynarodowym Biennale Grafiki w Lublanie[7]
- Nagroda na VI Międzynarodowej Wystawie Grafiki „Bianco o Nero” w Lugano[7]
- Nagroda Państwowa Ministra Kultury i Sztuki II stopnia (1973)[3]
- Nagroda specjalna miasta Katowice (1968) i nagroda miasta Katowice (1976)[3]
- Srebrny medal na XII Międzynarodowego Salonu Sztuki w Juvisy-sur-Orge (1971)[4][2][7]
- Złota Odznaka „Zasłużonemu w Rozwoju Województwa Katowickiego” (1964)[21]

## Upamiętnienie
- Ulica Stefana Suberlaka w Katowicach, na terenie dzielnicy Kostuchna[22][23]

## Życie prywatne
Jego ojciec był robotnikiem Piotrowickiej Fabryki Maszyn, a matka pochodziła z podrzeszowskiej wsi.
Był żonaty z Zofią, nauczycielką. Miał syna Wojciecha. Mieszkał i tworzył w Katowicach przy ulicy Szewskiej.